# Coffret de Saint Louis
 (mars 2025).
Le coffret de Saint Louis est un coffret en bois du Moyen Âge, revêtu d’une feuille d’étain couverte d’un vernis vert, et orné de divers médaillons. Il contenait plusieurs reliques de saint Louis, dont un os du bras, plusieurs phalanges et un cilice, données par son petit-fils Philippe le Bel à l’abbaye de Notre-Dame du Lys (Seine-et-Marne) après l’ouverture de la tombe du saint en 1306-1308.
Le coffret est décoré de vingt-cinq médaillons ajourés figurant des créatures fantastiques, des scènes de chasse ou de combat, de onze médaillons émaillés historiés, et de quarante-six médaillons ou écus armoriés (cinquante-trois à l’origine), ainsi que de nombreux clous de cuivre entourant chaque médaillon.

## Histoire
Le coffret de Saint Louis est mentionné pour la première fois par l'abbé Suger au milieu du XIIe siècle dans l'inventaire du trésor de Saint-Denis. Il y décrit le coffret comme un objet d'une grande valeur, orné de médaillons et de motifs armoriés, et le considère comme un élément important du trésor de l'abbaye.
Au XIIIe siècle, le coffret est associé à la figure de Saint Louis, bien que son origine exacte reste incertaine. Il est supposé avoir contenu des reliques du saint, notamment un os du bras, plusieurs phalanges et un cilice, données par son petit-fils Philippe le Bel à l'abbaye de Notre-Dame du Lys après l'ouverture de la tombe du saint en 1306-1308.
En 1791, le coffret est transféré, avec d'autres objets précieux du trésor de Saint-Denis, à la Bibliothèque nationale de France, où il est conservé au département des Monnaies, Médailles et Antiques. Ce transfert fait suite à la Révolution française, période durant laquelle de nombreux trésors royaux et religieux sont réquisitionnés pour être protégés ou étudiés.
En 1858, le coffret a été acquis par le Louvre, sur autorisation de l'Empereur Napoléon III, après avoir été découvert dans l'église paroissiale de Dammarie-les-Lys en 1853.

## Description
Le coffret en bois, revêtu d'une feuille d'étain couverte d'un vernis vert, constitue la structure d'origine. Ce type de coffret était adapté à la conservation des reliques, une pratique courante au Moyen Âge. Il est orné de vingt-cinq médaillons ajourés figurant des créatures fantastiques, des scènes de chasse ou de combat, ainsi que de onze médaillons émaillés historiés. Les quarante-six médaillons ou écus armoriés (cinquante-trois à l'origine) et les nombreux clous de cuivre entourant chaque médaillon complètent la décoration.